# Normando A. Costello

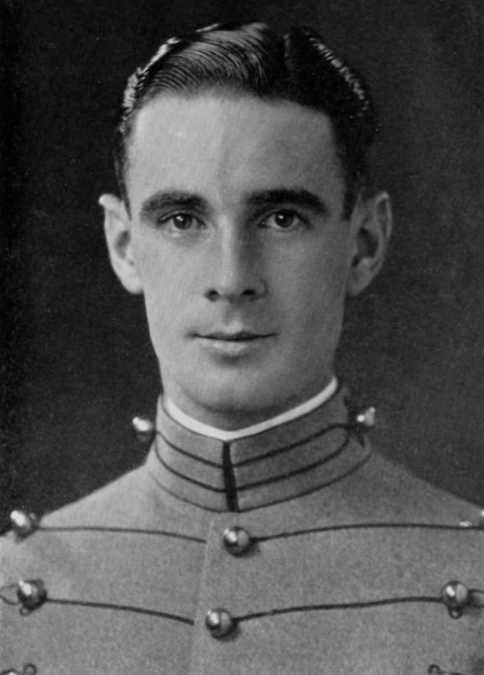

Normando Antonio Costello (* 19. Juni 1905 im Franklin County, Massachusetts; † 22. November 1985 bei einem Autounfall in South Carolina) war ein Generalmajor der United States Army. Er war unter anderem Kommandeur der 7. Infanteriedivision.
Normando Costello war ein Sohn von Richard F. Costello (1879–1944) und dessen Frau Louisa V. Ferani (1882–1949). Er besuchte zunächst das Dartmouth College. In den Jahren 1925 bis 1929 durchlief er die United States Military Academy in West Point. Nach seiner Graduation wurde er als Leutnant der Infanterie zugeteilt. In der Armee durchlief er anschließend alle Offiziersränge vom Leutnant bis zum Zwei-Sterne-General.
In seinen jüngeren Jahren absolvierte er den für Offiziere in den niederen Rangstufen üblichen Dienst in verschiedenen Einheiten und Standorten. Während des Zweiten Weltkriegs diente er unter anderem in der 80. Infanteriedivision die auf dem europäischen Kriegsschauplatz eingesetzt war. Am 13. Februar 1945 übernahm er das Kommando über das der Division unterstellte 319. Infanterieregiment. Im April war sein Regiment an der Einnahme von Gera beteiligt. Für seinen dortigen Einsatz wurde er mit dem Orden Silver Star ausgezeichnet.
Nach Kriegsende setzte Costello seine Offizierslaufbahn fort. Über eine aktive Teilnahme am Koreakrieg und später am Vietnamkrieg ist in den Quellen nichts überliefert. Zwischen April 1958 und Juni 1959 kommandierte Costello die 7. Infanteriedivision, die in Südkorea stationiert war und die dortige  Demilitarisierte Zone kontrollierte. Danach bekleidete er weitere Aufgaben als Stabsoffizier. Im Jahr 1964 ging er in den Ruhestand.
Nach seiner Pensionierung gründete Normando Costello eine Immobilienfirma in Florida. Im Jahr 1972 ließ er sich in Columbia in South Carolina nieder. Zusammen mit seiner Frau Frances Page Simonds (1911–1988) unternahm er zahlreiche Reisen bzw. Kreuzfahrten nach Südamerika, Hawaii oder Europa. Außerdem spielte er Golf. Er starb am 22. November 1985 bei einem Autounfall und wurde auf dem Fort Moore (damals Fort Benning) Main Post Cemetery beigesetzt.

## Orden und Auszeichnungen
Normando Costello erhielt im Lauf seiner militärischen Laufbahn unter anderem folgende Auszeichnungen:
- Army Distinguished Service Medal
- Silver Star
- Legion of Merit